# Európa ökorégióinak listája
Az európai kontinens teljes területe, így összes ökorégiója is a palearktikus ökozónához tartozik. A legtöbb európai ökorégió a mérsékelt övi lombhullató erdők biomjához és a mediterrán bioformációhoz tartozik, de nagy területet foglalnak el a füves puszták, valamint a tajga és a tundra életközösségei is. A WWF osztályozási rendszere szerint 49 ökorégió található részben vagy egészben Európában.

## Mérsékelt övi lombhullató és elegyes erdő
| Kód    | Ökorégió                                      | Ország | Térkép | Kép |
| ------ | --------------------------------------------- | --- | ------ | --- |
| PA0401 | Appennini hegyvidéki lombhullató erdők        | Olaszország |        |     |
| PA0402 | Atlanti elegyes erdők                         | Dánia, Franciaország, Belgium, Németország, Hollandia                                                                  |        |     |
| PA0403 | Azori-szigeteki elegyes erdők                 | Portugália |        |     |
| PA0404 | Balkáni elegyes erdők                         | Bulgária, Görögország, Észak-Macedónia, Románia, Szerbia, Törökország                                                  |        |     |
| PA0405 | Balti elegyes erdők                           | Svédország, Dánia, Németország, Lengyelország                                                                          |        |     |
| PA0406 | Kantábriai elegyes erdők                      | Spanyolország, Portugália                                                                                              |        |     |
| PA0408 | Kaukázusi elegyes erdők                       | Grúzia, Örményország, Azerbajdzsán, Oroszország, Törökország, Irán                                                     |        |     |
| PA0409 | Kelta lombos erdők                            | Egyesült Királyság, Írország                                                                                           |        |     |
| PA0412 | Közép-európai elegyes erdők                   | Ausztria, Németország, Litvánia, Moldova, Lengyelország, Fehéroroszország, Csehország, Ukrajna                         |        |     |
| PA0416 | Krími szubmediterrán erdőtársulások           | Oroszország, Ukrajna                                                                                                   |        |     |
| PA0418 | Dinári-hegységi elegyes erdők                 | Albánia, Bosznia-Hercegovina, Olaszország, Montenegró, Szerbia, Szlovénia, Horvátország                                |        |     |
| PA0419 | Kelet-európai erdős sztyepp                   | Bulgária, Moldova, Románia, Oroszország, Ukrajna                                                                       |        |     |
| PA0421 | Angol alföldi bükkerdők                       | Egyesült Királyság |        |     |
| PA0422 | Fekete-tengeri és kolkhiszi lombhullató erdők | Bulgária, Grúzia, Törökország                                                                                          |        |     |
| PA0429 | Észak-atlanti nedves-elegyes erdők            | Írország, Egyesült Királyság                                                                                           |        |     |
| PA0431 | Pannon elegyes erdők                          | Ausztria, Bosznia-Hercegovina, Csehország, Magyarország, Románia, Szerbia, Szlovákia, Szlovénia, Ukrajna, Horvátország |        |     |
| PA0432 | Pó-síksági elegyes erdők                      | Olaszország |        |     |
| PA0433 | Pireneusi tűlevelű és elegyes erdők           | Franciaország, Spanyolország, Andorra                                                                                  |        |     |
| PA0435 | Rodopei hegyvidéki elegyes erdők              | Bulgária, Görögország, Észal-Macedónia, Szerbia                                                                        |        |     |
| PA0436 | Szarmata elegyes erdők                        | Oroszország, Svédország, Norvégia, Finnország, Litvánia, Lettország, Észtország, Fehéroroszország                      |        |     |
| PA0445 | Nyugat-európai lombos erdők                   | Svájc, Ausztria, Franciaország, Németország, Csehország                                                                |        |     |

## Mérsékelt övi tűlevelű erdő
| Kód    | Ökorégió                                | Ország                                                              | Térkép | Kép |
| ------ | --------------------------------------- | ------------------------------------------------------------------- | ------ | --- |
| PA0501 | Alpi tűlevelű és elegyes erdők          | Olaszország, Franciaország, Svájc, Németország, Ausztria, Szlovénia |        |     |
| PA0503 | Kaledón tűlevelű erdők                  | Egyesült Királyság                                                  |        |     |
| PA0504 | Hegyvidéki tűlevelű erdők a Kárpátokban | Csehország, Lengyelország, Szlovákia, Románia, Ukrajna              |        |     |
| PA0520 | Skandináv partvidéki tűlevelű erdők     | Norvégia                                                            |        |     |

## Tajga
| Kód    | Ökorégió                                      | Ország                                        | Térkép | Kép |
| ------ | --------------------------------------------- | --------------------------------------------- | ------ | --- |
| PA0602 | Izlandi boreális nyírfaerdők és alpesi tundra | Izland                                        |        |     |
| PA0608 | Skandináv és orosz tajga                      | Norvégia, Finnország, Svédország, Oroszország |        |     |
| PA0610 | Uráli hegyvidéki erdők és tundra              | Oroszország                                   |        |     |

## Mérsékelt övi füves puszta
| Kód    | Ökorégió                               | Ország                                           | Térkép | Kép |
| ------ | -------------------------------------- | ------------------------------------------------ | ------ | --- |
| PA0807 | Feröer-szigeteki boreális füves puszta | Dánia                                            |        |     |
| PA0814 | Pontuszi sztyepp                       | Oroszország, Ukrajna, Románia, Moldova, Bulgária |        |     |

## Tundra
| Kód    | Ökorégió                                           | Ország                           | Térkép | Kép |
| ------ | -------------------------------------------------- | -------------------------------- | ------ | --- |
| PA1101 | Arktikus sivatag                                   | Norvégia, Oroszország            |        |     |
| PA1106 | Kola-félszigeti tundra                             | Norvégia, Oroszország            |        |     |
| PA1108 | Északnyugat-oroszországi és Novaja Zemlja-i tundra | Oroszország                      |        |     |
| PA1110 | Skandináv hegyvidéki nyírfaerdők és füves puszták  | Norvégia, Finnország, Svédország |        |     |

## Mediterrán bioformáció
| Kód    | Ökorégió                                                         | Ország                                                                                      | Térkép | Kép |
| ------ | ---------------------------------------------------------------- | ------------------------------------------------------------------------------------------- | ------ | --- |
| PA1201 | Égei és nyugat-törökországi keménylombú és elegyes erdők         | Görögország, Észak-Macedónia, Bulgária, Törökország                                         |        |     |
| PA1204 | Korzikai hegyvidéki lombos és elegyes erdők                      | Franciaország                                                                               |        |     |
| PA1205 | Krétai mediterrán erdők                                          | Görögország                                                                                 |        |     |
| PA1208 | Ibériai tűlevelű erdők                                           | Spanyolország                                                                               |        |     |
| PA1209 | Ibériai keménylombú és félig-lombhullató erdők                   | Spanyolország, Portugália                                                                   |        |     |
| PA1210 | Illír lombhullató erdők                                          | Görögország, Albánia, Montenegró, Bosznia-Hercegovina, Horvátország, Szlovénia, Olaszország |        |     |
| PA1211 | Olasz keménylombú és félig-lombhullató erdők                     | Olaszország                                                                                 |        |     |
| PA1215 | Északkelet-spanyolországi és dél-franciaországi mediterrán erdők | Franciaország, Spanyolország                                                                |        |     |
| PA1216 | Északnyugat-ibériai hegyvidéki erdők                             | Spanyolország, Portugália                                                                   |        |     |
| PA1217 | Píndosz-hegységi elegyes erdők                                   | Görögország, Albánia, Észak-Macedónia                                                       |        |     |
| PA1218 | Déli-appennineki hegyvidéki elegyes erdők                        | Olaszország                                                                                 |        |     |
| PA1219 | Délkelet-ibériai bozótosok és erdők                              | Spanyolország                                                                               |        |     |
| PA1221 | Délnyugat-ibériai mediterrán keménylombú és elegyes erdők        | Spanyolország, Portugália                                                                   |        |     |
| PA1222 | Tirrén-adriai keménylombú és elegyes erdők                       | Olaszország, Franciaország                                                                  |        |     |

## Sivatagi bioformáció
| Kód    | Ökorégió               | Ország      | Térkép | Kép |
| ------ | ---------------------- | ----------- | ------ | --- |
| PA1308 | Kaszpi-alföldi sivatag | Oroszország |        |     |